# Adzsita Keszakambalí
Adzsita Keszakambalí (kínai: 無勝髮褐, pinjin: Wúshèng Fàhè) ősi, indiai filozófus volt az i.e. 6. században, akit az indiai materializmus első alakjának tartanak. Valószínűleg a történelmi Buddha és Mahávíra kortársa volt. Sokan úgy tartják, hogy a lokájata iskola tanainak jelentős része Adzsita tanításaiból ered. 

## Filozófiája
A lokájata tanokhoz hasonlóan semmi nem maradt fent írásban Adzsita tanításaiból sem, csupán utalások léteznek a más mesterekkel vívott vitáiról. Adzsita filozófiájának vázát az őt körülvevő homályos legendákból kell kibontani.

### A buddhista források szerint
Egy buddhista legenda szerint Adzsita emberi hajból készült párnát viselt (szanszkrit: keszakambali - „a hajpárnával”), amelyet a legszörnyűbb díszítésnek neveztek. Hideg időben hideg volt, melegben meleg volt, büdös volt és kellemetlen tapintású. Az Adzsita név jelentése „meghódítatlan”, amely arra utal, hogy szeretett vitázni.
Egy korai buddhista forrás szerint Adzsita így érvelt:

Nem létezik olyan, hogy alamizsna, vagy áldozat vagy felajánlás. Nincs se gyümölcse, se eredménye a jó vagy a rossz cselekedeteknek... Az embert négy elem építi fel. Amikor meghal a földrésze visszatér a földhöz, a folyadék része a vízhez, a hője a tűzhöz, a szele a levegőhöz és a szervei átalakulnak térré. A négy tartó, az ötödiken keresztül elviszi a halott testet, amíg el nem érik az égő földet; az emberek dicshimnuszokat zengnek, de ott a csontjait kifehérítik és a felajánlásaik porba vesznek. Bolondok tana csak az ajándék. Csak hazugság, butaság, amikor jussról beszélnek. Bolond és bölcs teste egyaránt elenyészik, megszűnik és nincs a halál után.

A Brahmadzsala-szutta szerint Adzsita felvetése az uccsedaváda (a halál utáni megsemmisülés tana) és a tam-dzsivam-tam-szariram-váda (a lélek és test identitásának tana), amely tagadta az örök lélek önálló létezését.